# Anatoly Lepin
Anatoly Yakovlevich Lepin (em russo:  Анатолий Яковлевич Лепин/Лиепиньш; em letão:  Anatols Liepiņš, Moscou, 30 de dezembro de 1907 - 1984) foi um compositor soviético.
Lepin viveu em Riga de 1945 a 1950, e durante esse período compôs o Hino da República Socialista Soviética da Letónia.